# Táriba
Táriba é uma cidade venezuelana, capital do município de Cárdenas no estado de Táchira.